# سردسکو
سردسکو (به بلغاری: Sredsko) یک منطقهٔ مسکونی در بلغارستان است که در شهرستان کیرکوفو واقع شده‌است.